# Welcome to the Videos
Welcome to the Videos est un enregistrement vidéo regroupant presque tous les vidéo-clips du groupe de hard rock américain Guns N' Roses. Il ne manque que : It's So Easy, You Could be Mine et Don't Cry (alt. lyrics). L'enregistrement comporte 13 titres parus entre 1987 et 1994. Il est sorti en 1997 et a été publié par Geffen Records et UZI Suicide Records.

## Liste des vidéos
1. Welcome to the Jungle (Appetite for Destruction)
2. Sweet Child O' Mine (Appetite for Destruction)
3. Paradise City (Appetite for Destruction)
4. Patience (G N' R Lies)
5. Don't Cry (Original Version) (Use Your Illusion I)
6. Live and Let Die (Use Your Illusion I)
7. November Rain (Use Your Illusion I)
8. Yesterdays (Use Your Illusion II)
9. The Garden (Use Your Illusion I)
10. Dead Horse (Use Your Illusion I)
11. Garden of Eden (Use Your Illusion I)
12. Estranged (Use Your Illusion II)
13. Since I Don't Have You (The Spaghetti Incident?)